# 村山勇三
村山 勇三（むらやま ゆうぞう、1887年2月 - 1958年）は、日本の英文学者、翻訳家。

## 略歴
佐賀県佐賀郡嘉瀬村（現・佐賀市）生まれ。長崎のキリスト教学校を出て、1913年早稲田大学英文科卒。片上天絃に師事し、『ドン・キホーテ』の下訳をした（木村毅『私の文学回顧録』）。「蠢動」などの小説を書く。海軍軍令部嘱託。のちエドワード・ギボン『ローマ帝国衰亡史』など多くの英文学の翻訳をおこなう。

## 著書
- 『金言名句の泉 欧米篇』（実業之日本社） 1928
- 『金言名句の泉 和漢篇』（実業之日本社） 1929
- 『ユートピヤ物語』（京北書房） 1947

## 翻訳
- 『哲学に於ける科学と宗教』（エミール・ブートルー、大日本文明協会事務所） 1923
- 『三家庭』（フアーラー、春秋社、家庭文学名著選） 1923
- 『ハイペシア』（チヤルス・キングスレー、春秋社） 1924
- 『世界短篇小説大系 英吉利篇 上』（柳田泉, 本間久雄共訳、近代社） 1926
- 『美と崇高』（エドマンド・バーク、人文会、泰西随筆選集2） 1926
- 『冥想録』（アウレリウス、春秋社、世界大思想全集3） 1927
- 『神の国は汝等の衷にあり トルストイ全集』（トルストイ全集刊行会） 1927 - 1928
- 『ユートピア モーア  無何有郷通信記』（ウィリアム・モリス、春秋社、世界大思想全集50） 1929
- 『緑の館 熱帯林ロマンス』（W・H・ハドスン、岩波文庫） 1937
- 『羅馬帝国衰亡史』全10巻（ギボン、春秋社） 1939 - 1940
  - 『ローマ帝国衰亡史』（岩波文庫） 1951 - 1959、のち復刊 1992ほか